# Landtagswahl in Brandenburg 1994
- PDS: 18
- SPD: 52
- CDU: 18

- Regierung: 52
- Opposition: 36

Die Landtagswahl in Brandenburg 1994 bestimmte die Zusammensetzung der 2. Wahlperiode des Landtags Brandenburg auf Grundlage der Ergebnisse aus den 44 Wahlkreisen. Sie fand am 11. September 1994 statt.

## Vor der Wahl
Als Spitzenkandidaten traten für die SPD erneut Ministerpräsident Manfred Stolpe und für die CDU der Landesvorsitzende Peter Wagner an.

## Ergebnisse
Bei einer Wahlbeteiligung von 56,33 % legte die SPD stark zu und erreichte die absolute Mehrheit (+ 15,93 Prozentpunkte). Auch die PDS konnte zulegen (+ 5,31 Prozentpunkte) und lag mit 18,7 Prozent der Stimmen gleichauf mit der CDU, die ihrerseits um 10,7 Prozentpunkte absackte, aber 72 Stimmen mehr als die PDS erhielt und ihren zweiten Platz hauchdünn verteidigen konnte. Die Grünen in der Nachfolge des beim letzten Mal erfolgreichen Bündnis 90 und die FDP fielen diesmal unter die Fünf-Prozent-Hürde; das von Bündnis 90/Die Grünen aus Protest über die neue Partei abgespaltene Bürgerbündnis spielte auch kaum eine Rolle. Die konstituierende Sitzung fand am 11. Oktober 1994 statt.
In dem Ergebnis wurde nach Ansicht von Wahlbeobachtern vor allem ein Vertrauensbeweis für Manfred Stolpe gesehen, der zusammen mit seiner Sozialministerin Regine Hildebrandt über eine enorme Popularität verfügte.
Demgegenüber erreichte die CDU in Sachsen am gleichen Tag unter dem ebenfalls sehr populären Ministerpräsidenten Kurt Biedenkopf ihrerseits ebenfalls eine absolute Mehrheit, wohingegen die sächsische SPD deutliche Verluste einstecken musste.
Nach Bewertung der Wahlbeobachter ließen beide Wahlen nur begrenzt Rückschlüsse auf die sechs Wochen später stattfindende Bundestagswahl zu, da beide Wahlergebnisse stark durch die Persönlichkeiten Stolpes und Biedenkopfs und weniger durch bundespolitische Faktoren geprägt wurden.

### Ergebnis
| Listen                       | Listen            | Erststimmen | Erststimmen | Erststimmen | Erststimmen | Zweitstimmen | Zweitstimmen | Zweitstimmen | Zweitstimmen | Mandate | Mandate |
| Listen                       | Listen            | Stimmen     | %           | +/-         | Mandate     | Stimmen      | %            | +/-          | Mandate      | Anzahl  | +/-     |
| ---------------------------- | ----------------- | ----------- | ----------- | ----------- | ----------- | ------------ | ------------ | ------------ | ------------ | ------- | ------- |
|                              | SPD               | 535.908     | 50,2        | +17,6       | 44          | 580.422      | 54,1         | +15,9        | 8            | 52      | +16     |
|                              | CDU               | 222.040     | 20,8        | –10,0       | –           | 200.700      | 18,7         | –10,7        | 18           | 18      | –9      |
|                              | PDS               | 210.289     | 19,7        | +5,4        | –           | 200.628      | 18,7         | +5,3         | 18           | 18      | +5      |
|                              | Grüne 1           | 34.679      | 3,2         | –9,6        | –           | 31.033       | 2,9          | –6,4         | –            | –       | –6      |
|                              | FDP               | 29.283      | 2,7         | –4,4        | –           | 23.541       | 2,2          | –4,4         | –            | –       | –6      |
|                              | REP               | 2.368       | 0,2         | +0,2        | –           | 12.140       | 1,1          | N/A          | –            | –       | –       |
|                              | Bürgerbündnis     | 20.128      | 1,9         | N/A         | –           | 10.405       | 1,0          | N/A          | –            | –       | –       |
|                              | UWVB              | –           | –           | N/A         | –           | 4.240        | 0,4          | N/A          | –            | –       | –       |
|                              | Graue             | 1.021       | 0,1         | N/A         | –           | 3.199        | 0,3          | N/A          | –            | –       | –       |
|                              | BFWG              | 5.808       | 0,5         | N/A         | –           | 2.425        | 0,2          | N/A          | –            | –       | –       |
|                              | DSU               | 2.134       | 0,2         | –1,6        | –           | 1.932        | 0,2          | –0,8         | –            | –       | –       |
|                              | ödp               | 520         | 0,0         | N/A         | –           | 1.354        | 0,1          | N/A          | –            | –       | –       |
|                              | KPD               | 174         | 0,0         | N/A         | –           | –            | –            | N/A          | –            | –       | –       |
|                              | Einzelbewerber    | 3.406       | 0,3         | +0,1        | –           | –            | –            | –            | –            | –       | –       |
| Gesamt                       | Gesamt            | 1.067.758   | 100         |             | 44          | 1.072.019    | 100          |              | 44           | 88      | –       |
|                              |                   |             |             |             |             |              |              |              |              |         |         |
| Ungültige Stimmen            | Ungültige Stimmen | 21.403      | 2,0         | –1,8        |             | 17.142       | 1,6          | –1,3         |              |         |         |
| Wähler                       | Wähler            | 1.089.161   | 56,3        | –10,8       |             | 1.089.161    | 56,3         | –10,8        |              |         |         |
| Wahlberechtigte              | Wahlberechtigte   | 1.933.680   |             |             |             | 1.933.680    |              |              |              |         |         |
|                              |                   |             |             |             |             |              |              |              |              |         |         |
| Quelle: Der Landeswahlleiter |                   |             |             |             |             |              |              |              |              |         |         |

Die Stimmenmehrheiten der Erst- und Zweitstimmen in den Wahlkreisen

- 1 Landtagswahl 1990: Bündnis 90 und Grüne

### Wahlergebnis in den Gemeinden und kreisfreien Städten
Die folgenden Karten zeigen die (relativen) Mehrheiten der Erststimmen (l.) und Zweitstimmen (r.) in den Gemeinden und kreisfreien Städten.

Erststimmen
Zweitstimmen

| SPD20–30 %30–40 %40–50 %50–60 %60–70 %70–80 % 80–90 % | CDU20–30 %30–40 %40–50 %50–60 %60–70 % | PDS30–40 %40–50 % | FDP40–50 % | Bürgerbündnis30–40 %40–50 %80–90 % | SonstigesGemeindefreies Gebiet |

## Medienberichterstattung
- Kommentar von Klaus Bresser in der ZDF-Sendung „heute“ um 19:00 am 11. September 1994 siehe hier.